# Alvvays (альбом)
| Совокупная оценка    | Совокупная оценка |
| Источник             | Оценка            |
| -------------------- | ----------------- |
| Metacritic           | 78/100            |
| Оценки критиков      |                   |
| Источник             | Оценка            |
| AllMusic             | [ 2 ]             |
| Cuepoint             | B+                |
| Entertainment Weekly | A−                |
| The Guardian         | [ 5 ]             |
| Mojo                 | [ 6 ]             |
| NME                  | 8/10              |
| Pitchfork Media      | 7.6/10            |
| PopMatters           | 7/10              |
| Rolling Stone        | [ 10 ]            |
| Slant Magazine       | [ 11 ]            |

Alvvays — одноимённый дебютный студийный альбом канадской инди-поп группы Alvvays, который был выпущен 22 июля 2014 года.

## Об альбоме
Альбом был записан в марте 2012 года в Калгари, в студии Чеда ВанГаалена, который выступил продюсером альбома. Над альбомом и его микшированием работали также Грэхэм Уолш из группы Holy Fuck и Джон Агелло, который ранее работал над музыкой Патти Смит, Sonic Youth, Элиса Купера и многих других.
Альбом получил положительные отзывы музыкальных критиков. Так, музыкальный журнал Rolling Stone в своей рецензии назвал альбом «инди-поп чудом», а позже внёс его в список «50 лучших альбомов 2014 года». Альбом также попал список «50 лучших альбомов 2014 года» от музыкального издания NME.
Наибольшее внимание к группе и альбому привлекли синглы «Adult Diversion» и «Archie, Marry Me». Последний стал самым популярным синглом группы и занял 11 место в списке «50 лучших песен 2014 года» от Rolling Stone.

## Обложка альбома
Для обложки альбома был использован снимок штатных фотографов National Geographic Элен и Фрэнка Шрейдер. На снимке запечатлены тегеранские школьницы в январе 1968 года.

## Синглы и видеоклипы

### Синглы
- «Adult Diversion»
- «Archie, Marry Me»
- «Party Police»
- «Next of Kin»

### Видеоклипы
- «Adult Diversion» (28 октября, 2013)
- «Archie, Marry Me» (30 июля, 2014)
- «Next of Kin» (18 сентября, 2014)

## Список композиций
| №                   | Название            | Длительность |
| ------------------- | ------------------- | ------------ |
| 1.                  | «Adult Diversion»   | 3:28         |
| 2.                  | «Archie, Marry Me»  | 3:17         |
| 3.                  | «Ones Who Love You» | 3:47         |
| 4.                  | «Next of Kin»       | 3:48         |
| 5.                  | «Party Police»      | 3:48         |
| 6.                  | «The Agency Group»  | 4:31         |
| 7.                  | «Dives»             | 2:57         |
| 8.                  | «Atop a Cake»       | 3:20         |
| 9.                  | «Red Planet»        | 3:59         |
| Общая длительность: | Общая длительность: | 32:55        |

| №                   | Название            | Длительность |
| ------------------- | ------------------- | ------------ |
| 10.                 | «Underneath Us»     | 2:39         |
| Общая длительность: | Общая длительность: | 35:33        |

## Участники записи
- Молли Ранкин — вокал, гитара
- Алек О’Ханли — гитара, вокал, клавишные, драм-машина
- Керри Маклеллан — клавишные, вокал
- Брайан Мёрфи — бас-гитара
- Эрик Амлен — барабаны (треки: 2, 3, 5 и 6)
- Крис Додж — барабаны (треки: 1,4 и 8)
- Чед ВанГаален — программирование, бубен, бонго, звукорежиссёр, продюсер
- Грэхэм Уолш — трекинг
- Джефф Мак-Муррич — трекинг
- Джон Агнелло — микширование
- Иэн Мак-Геттиган — микширование (дополнительное)
- Алек О’Ханли — микширование (дополнительное)
- Грег Калби — мастеринг
- Стив Фаллон — мастеринг